# 長背鮡
長背鮡，為輻鰭魚綱鯰形目鮡科的其中一種，為熱帶淡水魚類，分布於亞洲中國瀾滄江流域，體長可達14.8公分，棲息在底層水域，生活習性不明。